# Manuel Broekman
 (octobre 2018).
Pour les articles homonymes, voir Broekman.
Manuel Broekman, né le 26 décembre 1986 à Amsterdam, est un acteur et disc jockey néerlandais.

## Vie privée
Il est le frère cadet de l'actrice Medi Broekman.

## Filmographie

### Cinéma et téléfilms
- 1996 : Madelief (nl) : Peter
- 1999 : Ben zo terug (nl) : Bennie
- 2006 : Sprint! (nl) : Floris
- 2006 : Kinderen geen bezwaar (nl) : Hessel
- 2007 : Voetbalvrouwen (nl) : Dylan Woesthoff
- 2007 : Los : Elmar
- 2007 : Limo : Simon
- 2009 : Alles stroomt (nl) de Danyael Sugawara : Simon[3]
- 2009 : Lover of loser (nl) : Max
- 2010 : Sterke verhalen (nl) : Marlon Broekman
- 2010 : SpangaS : Kees Pokerface
- 2010-2013 : Feuten (nl) de Willem Bosch : Bram Wagtmans[4]
- 2013 : 'Smoorverliefd (nl) de Hilde Van Mieghem : Bastiaan[5]
- 2013 : Verliefd op Ibiza (nl) : Sjoerd[6]

- 2015 : Ja, ik wil! (nl) de Kees van Nieuwkerk : Timo[7]
- 2015 : Limbo : Mike
- 2016 : All-in Kitchen (nl) : DJ Ghalid
- 2017 : 'Bella Donna's (nl) de Jon Karthaus : Simon[8]